# Instorting van de Maccabiade-brug
Op 14 juli 1997 stortte tijdens de Maccabiade in de Israëlische stad Tel Aviv een tijdelijke voetgangersbrug in die was aangelegd over de Jarkon-rivier. De instorting leidde tot de dood van vier Australische atleten. Een atleet overleed ter plekke aan zijn verwondingen, de drie anderen in de dagen erna ten gevolge van infecties door blootstelling aan het vervuilde rivierwater. Uit onderzoek bleek dat de tijdelijke brug niet aan de veiligheidseisen voldeed. Vier betrokkenen werden veroordeeld tot een gevangenisstraf terwijl een vijfde een taakstraf kreeg opgelegd.

## Achtergrond
De Maccabiade wordt beschouwd als de Joodse Olympische Spelen, hoewel deze ook toegankelijk zijn voor Israëliërs van niet-Joodse komaf. Zij werd in 1932 voor het eerst georganiseerd. Het sportevenement vindt altijd in Tel Aviv plaats, met uitzondering van twee winteredities die in Polen (1932) en Tsjecho-Slowakije (1935) werden gehouden. De Macciabe wordt elke vier jaar georganiseerd.

## Instorting van de brug
Tijdens de 15e Maccabiade in 1997 namen er drieënvijftig honderd atleten deel afkomstig uit 56 landen. De openingsceremonie vond plaats op 14 juli in Ramat Ganstadion en werd door vijftigduizend mensen bezocht. De Australische delegatie, bestaande uit 373 leden, zou na de Oostenrijkse ploeg het stadion betreden. Zij moesten een tijdelijk aangelegde brug oversteken op weg naar het stadion. De brug stortte in op het moment dat de Australische delegatie er overheen liep. Een groot aantal sporters kwam terecht in de rivier.
Andere atleten, omstanders en politie hielpen de sporters uit de rivier, terwijl de openingsceremonie in aanwezigheid van president Ezer Weizman werd voortgezet. De opkomst van de nationale ploegen werd wel afgelast. Zesenzeventig atleten werden met verwondingen overgebracht naar het ziekenhuis, waar bleek dat Gregory Small, een 37-jarige bowler uit Sydney was overleden als gevolg van de val.

### Dodelijke slachtoffers door vervuilde rivier
In eerste instantie leken de overige zesenzestig gewonden er goed vanaf te komen. In de uren daarna kregen verschillende atleten ademhalingsproblemen. Een onbekend organisme viel het ademhalingstelsel aan. De morgen waren zeven sporters in kritische conditie. Diezelfde dag nog overleed bowler Yetty Bennett aan de gevolgen van verstikking, gevolgd door de bridger Elizabeth Sawicki. De laatste die overleed was de bowler Warren Zines, 54 jaar oud, op 10 augustus 1997. Een autopsie op het lichaam van Zins identificeerde de schimmel Pseudallescheria boydii als de bron van de infectie.

### Onderzoek
Onderminister van Onderwijs Moshe Peled stelde meteen een onderzoekscommissie samen. De Israëlische politie verrichtte haar eigen onderzoek. Uit beide onderzoeken kwam een verontrustend beeld naar voren. Het bedrijf dat de brug had gebouwd, had alleen ervaringen met de opbouw van podiums, niet met bruggen. Zij hadden geen licentie en gebruikten bovendien gebrekkig materiaal. Uit foto's bleek dat roestige metalen pijpen deels met touw bij elkaar waren gehouden. Vanuit de Maccabiade-organisatie die onder leiding stond van Yoram Eyal was onvoldoende toezicht geweest op de bouw van de brug. Normaal werd de brug gebouwd door het Israëlisch defensieleger, maar daar werd dit keer van afgezien omdat de prijs te hoog lag.

### Nasleep
Vijf betrokken, waaronder de ingenieur, moesten zich in maart 1998 verantwoorden voor de rechtbank vanwege nalatigheid met de dood tot gevolg. Vier van de vijf werden veroordeeld tot celstraffen uiteenlopend van 12 tot 21 maanden. Yoram Eyal kreeg een taakstraf. Nabestaanden van de omgekomen sporters, en vijftig personen die verwondingen opliepen, kregen een totale schadevergoeding van 20 miljoen Amerikaanse dollar. Zes miljoen daarvan kwam uit de zak van de Israëlische overheid, de rest werd bijgelegd door de verzekering. In 2005 werd er op de plek van de ramp een permanente brug geopend die de naam Herinneringsbrug kreeg. Op de grootste joodse begraafplaats in Melbourne kwam een monument ter herinnering aan de vier dodelijke slachtoffers.
Het ongeluk richtte tevens de aandacht op de vervuiling van Israëls belangrijkste rivieren. De Israëlische regering schaamde zich daarvoor en trok in 2004 honderd miljoen dollar uit voor het tegengaan van vervuiling. Ook werd de regelgeving voor lozing van chemische stoffen strenger.
Yoram Eyal werd in 2002 benoemd tot hoofd van het atletendorp en kreeg een salaris van 120.000 dollar. Dit leidde tot veel ophef in de joodse gemeenschap in Australië. De 543 Australische atleten die in 2005 deelnamen aan de Maccabiade verbleven uit protest buiten het dorp.